# Stentor roeseli
Espèce
Stentor roeseli est une espèce de ciliés de la famille des Stentoridae. 

## Publication originale
- (de) C.G. Ehrenberg, Zusätze zur Erkenntniss grosser organischer Ausbildung in den kleinsten thierischen Organismen, Abhandlungen der Königlichen Akademie der Wissenschaften zu Berlin, 1835, p. 150–181.